# Astyanax parahybae
Astyanax parahybae és una espècie de peix de la família dels caràcids i de l'ordre dels caraciformes.

## Morfologia
- Els mascles poden assolir 5,6 cm de llargària total.[4][5]

## Hàbitat
Viu a àrees de clima subtropical.

## Distribució geogràfica
Es troba a Sud-amèrica: conca del riu Paraíba do Sul i rius costaners de l'Estat de Rio de Janeiro (Brasil).